# Eddie Kaye
Edwin Richard „Eddie“ Kaye (* 28. Dezember 1926; † 2. Mai 2013 in Fort Myers) war ein US-amerikanischer Jazz-Saxophonist. 
Kaye begann mit 13 Jahren Tenorsaxophon zu spielen. Nach seinem Umzug nach Buffalo besuchte er die Riverside High School, wo er der Schulband angehörte. In den folgenden Jahren arbeitete er als professioneller Jazzmusiker im Raum Buffalo; zu seinen stilistischen Vorbildern gehörten Lester Young und Ben Webster, mit dem er befreundet war. Kaye trat in lokalen Clubs wie Town Casino, Crystal Beach Ballroom und dem Copa Casino auf, wo er Leiter der Hausbands war. Mit seiner Copa-Band begleitete er gastierende Jazzstars wie Ella Fitzgerald, Gerry Mulligan, Mel Tormé, Dizzy Gillespie, Sarah Vaughan, Carmen McRae und Peggy Lee. Als einer der ersten weißen Musiker erhielt er Gelegenheit, im Buffalo Colored Musicians Club aufzutreten. Anfang der 1950er Jahre nahm er unter eigenem Namen für Mercury Records mit Dodo Greene und Ducky Rice auf. 1999 zog Kaye nach Fort Myers, wo er Anfang Mai 2013 im Alter von 86 Jahren starb.
Der Musiker ist nicht mit dem Schauspieler Eddie Kaye Thomas zu verwechseln.